# Guan camagroc
El guan camagroc (Aburria aburri), és una espècie d'ocell de la família dels cràcids (Cracidae), a l'ordre dels gal·liformes (Galliformes).

## Descripció
- Cràcid de bona grandària, fa 72 - 78 cm de llarg.[2]
- Color general negrenc.
- Llarga i fina carúncula roja i groga a la gola.
- Potes grogues i bec blau.

## Hàbitat i distribució
Habita el bosc humit de muntanya, i boscos secundaris propers, als vessants dels Andes septentrionals i centrals, des del nord-oest de Veneçuela, Colòmbia i l'Equador fins al sud del Perú.

## Hàbits
S'alimenta de fruites que cerca en petits grups, de dos o tres individus.
S'han observat moviments estacionals.

## Taxonomia
És l'única espècie del gènere Aburria L. Reichenbach, 1853, segons algunes classificacions, mentre que altres inclouen al gènere Aburria les quatres espècies del gènere Pipile.